# Paul Haavaoks
Paul Haavaoks (* 12. Juni 1924 in der damaligen Gemeinde Järvesuu in Setumaa, Estland; † 30. September 1983 in Värska, Estnische SSR) war ein estnischer Schriftsteller und Lyriker.

## Leben und Werk
Paul Haavaoks war in seiner Jugend als Arbeiter und Landwirtschaftshelfer tätig. Er engagierte sich nach der sowjetischen Besetzung Estlands früh beim Komsomol. 1949/50 war Haavaoks Exekutivsekretär des kommunistischen Jugendverbands in der Gemeinde Saatse in Südestland. Von 1951 bis 1955 war Haavaoks Redakteur der Zeitung Koit („Morgenröte“). Ab 1955 lebte er als freischaffender Schriftsteller im südestnischen Räpina. Sein Grab befindet sich heute in Värska.
Die ersten Gedichte von Paul Haavaoks erschienen bereits 1937/38. Nach dem Ende des Zweiten Weltkriegs wurde er zu einem der produktivsten überregional bekannten Heimatdichter Südestlands. Seine Lyrik beschreibt – oft in einfachen, wiederkehrenden Formen – Landschaft, Natur und Menschen seiner Heimatregion am Ufer des Peipussees. Seit der zweiten Hälfte der 1960er Jahre schrieb Haavaoks auch Gedichte in seiner südestnischen Mundart. Zahlreiche seiner Gedichte wurden vertont.

## Werke (Auswahl)

### Gedichtsammlungen
- Peipsi rannalt. Luuletusi 1949–1957 (1957)
- Rändajad maanteel (1960)
- Metsad kohisevad (1962)
- Laul suurest salvest (1965)
- Sipelgarada (1970)
- Talvised mesipuud. Valik luuletusi 1949–1969 (1971)
- Palumaa pedajad (1974)
- Kanajala linnajagu (1977)
- On küla kuskil veel (1980)
- Rannahääled (1981)
- Suvised nurmed. Valik luuletusi 1962–1982 (1984)
- Väike luuleraamat" (Auswahlsammlung, hrsg. von Ülo Tonts) (1988)

### Lyriksammlungen für Kinder
- Rannapoisid (1960)
- Lehesall ja lumerätt (1962)
- Nipitiri (1974)
- Valge pilliroog (Auswahlsammlung, 1974)

### Erinnerungen
- Eelkarastumine (1974)